# 윈터 가드
윈터 가드는 러시아인으로 구성된 영웅 팀으로 미국 만화의 마블 코믹스에 등장하는 조직이다. 윈터 가드는 "러시아가 어벤저스에 대응할 팀으로 창설했다는 점에 주목할 필요가 있다. 대다수의 회원들은 소비에트 슈퍼솔져, 수프림 소비에트의 회원들이었다. 이들의 예전 팀은 다른 슈퍼히어로들과 적대적인 경우가 많았지만, 윈터 가드는 훨씬 더 영웅적이고 국가에 헌신하는 모습을 보인다. 윈터 가드는 다크스타, 크림슨 다이나모, 레드 가디언, 이 세 명 중 한 명의 자격을 가지고 있으면 지속적으로 활동할 수 있다.

## 출판 역사
데이비드 갈라헤르는 헐크: 윈터 가드에서 커트 뷰식이 만든 원래 팀을 복귀시켰고, 이들 팀은 마블 언리미티드에 처음 등장했다. 팀은 이후 만화로 재발간되었다. 갈라헤르는 다크스타와 윈터 가드라는 이름으로 3호 한정판을 2010년 발매했다. 윈터 가드는 인텔리젠시아에서 궁극의 무기를 맞고 완전히 해체되었다.